# Plastic Hearts
Albums de Miley Cyrus
Younger Now
(2017) Attention: Miley Live
(2022)
Singles
1. Midnight Sky
Sortie : 14 août 2020
2. Prisoner feat. Dua Lipa
Sortie : 20 novembre 2020
3. Angels Like You
Sortie : 8 mars 2021

Plastic Hearts est le septième album studio de la chanteuse Miley Cyrus, sortie le 27 novembre 2020 sous le label RCA Records. L'album succède à Younger Now. L'album était à l'origine intitulé She Is Miley Cyrus et devait sortir en 2019. L'album est produit par Louis Bell, Monsters & Strangerz, Happy Perez, Mark Ronson, Andrew Watt et Andrew Wyatt. Les artistes invités sur l'album sont Billy Idol, Joan Jett, Dua Lipa et Stevie Nicks.
Midnight Sky est sorti le 14 août 2020 comme le premier single de l'album. Prisoner en featuring avec la chanteuse anglaise Dua Lipa est sorti le 20 novembre 2020 comme deuxième single de l'album.

## Pistes
| Édition standard de Plastic Hearts, | Édition standard de Plastic Hearts,   | Édition standard de Plastic Hearts, | Édition standard de Plastic Hearts, | Édition standard de Plastic Hearts, | Édition standard de Plastic Hearts, | Édition standard de Plastic Hearts, | Édition standard de Plastic Hearts, | Édition standard de Plastic Hearts, | Édition standard de Plastic Hearts, |
| No                                  | Titre                                 | Durée                               |                                     |                                     |                                     |                                     |                                     |                                     |                                     |
| ----------------------------------- | ------------------------------------- | ----------------------------------- | ----------------------------------- | ----------------------------------- | ----------------------------------- | ----------------------------------- | ----------------------------------- | ----------------------------------- | ----------------------------------- |
| 1.                                  | WTF Do I Know                         | 2:51                                |                                     |                                     |                                     |                                     |                                     |                                     |                                     |
| 2.                                  | Plastic Hearts                        | 3:25                                |                                     |                                     |                                     |                                     |                                     |                                     |                                     |
| 3.                                  | Angels Like You                       | 3:16                                |                                     |                                     |                                     |                                     |                                     |                                     |                                     |
| 4.                                  | Prisoner (featuring Dua Lipa)         | 2:49                                |                                     |                                     |                                     |                                     |                                     |                                     |                                     |
| 5.                                  | Gimme What I Want                     | 2:31                                |                                     |                                     |                                     |                                     |                                     |                                     |                                     |
| 6.                                  | Night Crawling (featuring Billy Idol) | 3:09                                |                                     |                                     |                                     |                                     |                                     |                                     |                                     |
| 7.                                  | Midnight Sky                          | 3:43                                |                                     |                                     |                                     |                                     |                                     |                                     |                                     |
| 8.                                  | High                                  | 3:16                                |                                     |                                     |                                     |                                     |                                     |                                     |                                     |
| 9.                                  | Hate Me                               | 2:37                                |                                     |                                     |                                     |                                     |                                     |                                     |                                     |
| 10.                                 | Bad Karma (featuring Joan Jett)       | 3:08                                |                                     |                                     |                                     |                                     |                                     |                                     |                                     |
| 11.                                 | Never Be Me                           | 3:35                                |                                     |                                     |                                     |                                     |                                     |                                     |                                     |
| 12.                                 | Golden G String                       | 3:55                                |                                     |                                     |                                     |                                     |                                     |                                     |                                     |
| 38:15                               |                                       |                                     |                                     |                                     |                                     |                                     |                                     |                                     |                                     |

| Édition numérique de Plastic Hearts | Édition numérique de Plastic Hearts                            | Édition numérique de Plastic Hearts | Édition numérique de Plastic Hearts | Édition numérique de Plastic Hearts | Édition numérique de Plastic Hearts | Édition numérique de Plastic Hearts | Édition numérique de Plastic Hearts | Édition numérique de Plastic Hearts | Édition numérique de Plastic Hearts |
| No                                  | Titre                                                          | Durée                               |                                     |                                     |                                     |                                     |                                     |                                     |                                     |
| ----------------------------------- | -------------------------------------------------------------- | ----------------------------------- | ----------------------------------- | ----------------------------------- | ----------------------------------- | ----------------------------------- | ----------------------------------- | ----------------------------------- | ----------------------------------- |
| 13.                                 | Edge Of Midnight [Midnight Sky Remix] (featuring Stevie Nicks) | 3:41                                |                                     |                                     |                                     |                                     |                                     |                                     |                                     |
| 14.                                 | Heart of Glass (Live from The iHeart Festival)                 | 3:34                                |                                     |                                     |                                     |                                     |                                     |                                     |                                     |
| 15.                                 | Zombie (Live from NIVA Save Our Stages Festival)               | 4:51                                |                                     |                                     |                                     |                                     |                                     |                                     |                                     |
| 50:18                               |                                                                |                                     |                                     |                                     |                                     |                                     |                                     |                                     |                                     |

## Certifications
| Pays          | Certification | Unités certifiées |
| ------------- | ------------- | ----------------- |
| France (SNEP) | Or            | 50 000            |

## Historique de sortie
| Pays   | Date             | Formats                           | Labels | Réf. |
| ------ | ---------------- | --------------------------------- | ------ | ---- |
| Divers | 27 novembre 2020 | - CD - téléchargement - streaming | RCA    | ,    |